# Kloster Matallana
Das Kloster Matallana (Monasterio de Santa María de Matallana) ist eine ehemalige Zisterzienserabtei in der Provinz Valladolid in der Autonomen Gemeinschaft Kastilien-León in Spanien.

## Lage
Die Ruinen des Klosters liegen im Norden der Gemeinde Villalba de los Alcores, rund 20 km östlich der Kleinstadt Medina de Rioseco, in einer Höhe von ca. 785 m ü. d. M.

## Geschichte
Das Kloster, das möglicherweise auf eine Gründung im 11. Jahrhundert zurückgeht, wurde im Jahr 1173 von Don Tello Pérez Meneses und seiner Gattin Gotroda gestiftet und vom Kloster La Crête, der zweiten Tochter der Primarabtei Morimond, besetzt. Der Bau der im 13. Jahrhundert neu erbauten Kirche wurde von der Königin Beatrix von Spanien (1205–1235), der Gattin König Ferdinands III., gefördert. Das Kloster fand in der Klosterauflösung der Regierung von Juan Álvarez Mendizábal um 1835 sein Ende und wurde anschließend abgebrochen (siehe auch Desamortisation in Spanien).

## Bauten und Anlage
Von der dreischiffigen Kirche mit Querhaus und dem auf der Südseite befindlichen Kreuzgang (claustro) sind Reste bis zu einer Höhe von ca. 2 m erhalten. In der Klosterkirche befanden sich die Stiftergräber (heute im Archäologischen Museum von Katalonien).

## Heutige Nutzung
Heute beherbergen die Anlage und eine benachbarte Finca ein naturkundliches Informationszentrum der Provinz Valladolid. Auch ein Taubenhaus (palomar) und eine neugegründete Käserei sind zu sehen.